# パンテオン
パンテオン（ギリシア語: Πάνθεον、英語: Pantheon）とは、基本的には「すべての神々」という意味。具体的には次のような意味。
- 「ある人々によって信じられている神々」を、ひとまとめにして呼ぶためのギリシア語の言葉・概念[1]（もともとの意味）。
  - そうした神々を祭る神殿。
- 特に尊敬され重要な人々[1]。いわゆる偉人。
  - 偉人を祀る墓所、記念墓廟[1]。

もとは一番上の意味、「"ある人々" に信じられている神々」である。"ある人々"は古代ギリシアでは「古代ギリシアの人々」を指し、つまり「パンテオン」という言葉は「古代ギリシアの人々に信じられている神々」をひとまとめにして呼びたいときに使われた。ローマ帝国では、「ローマ帝国の人々に信じられている神々」を指していた。また転じて、そのような神々を祀る神殿を指すために使われた。だがローマ帝国でキリスト教が国教になると諸神を祀る神殿は廃れた。それから千数百年ほど経て16世紀に、非宗教的な意味で「偉人たち」という意味や、「偉人たちを祀る墓廟」という意味が生まれた。

## 歴史
古代の万神殿

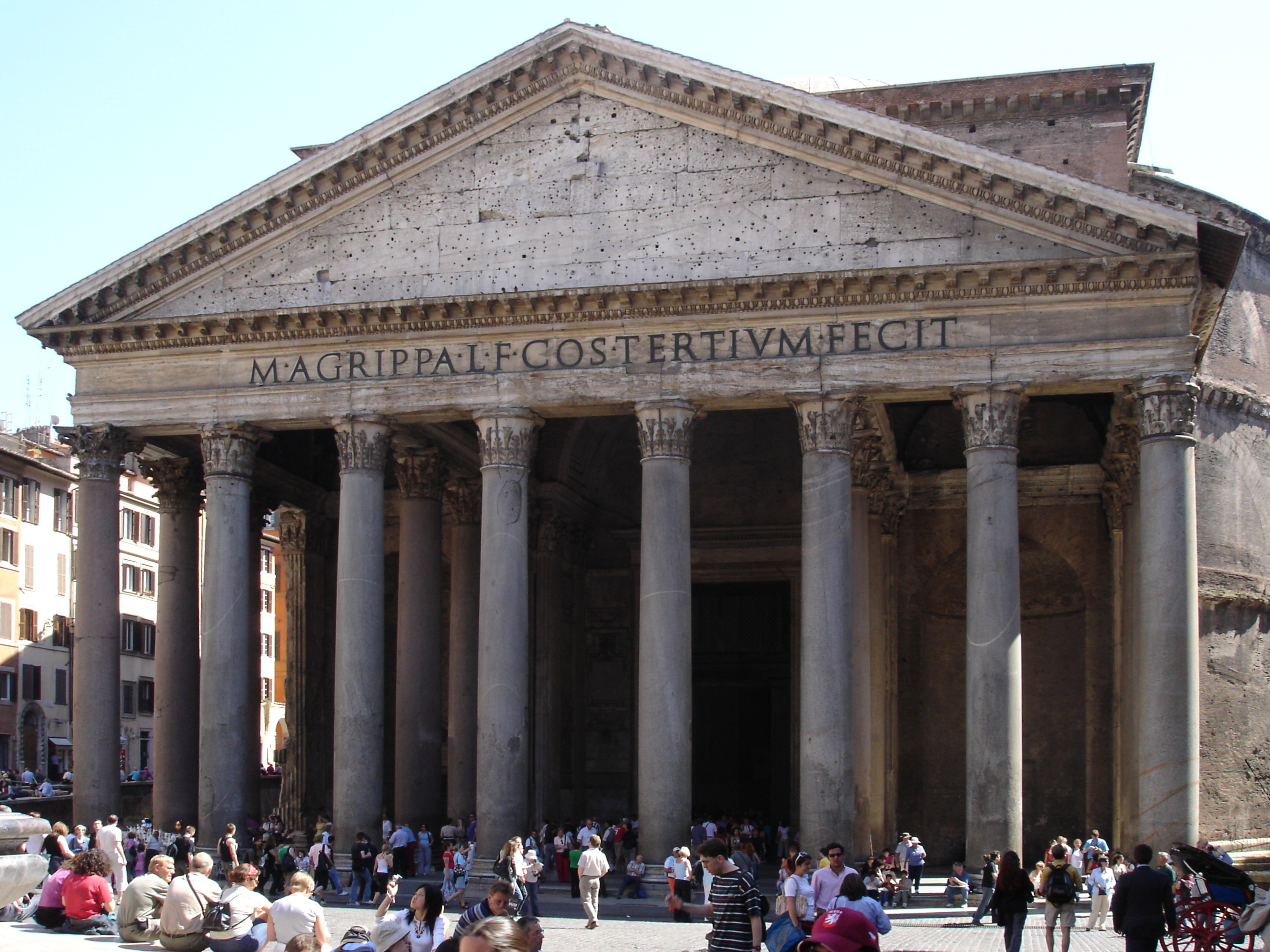
ローマのパンテオン神殿（118年～125年ごろ、ハドリアヌス帝によって建てられた。

転じて、諸神（すべての神々）を祀る神殿のこと（万神殿）。この意味でのパンテオンは古代ギリシア、古代ローマ、ローマ帝国に見られた。
しかし、380年にテオドシウス帝がキリスト教をローマ帝国の国教と宣言した。さらに392年にはローマ帝国内でのキリスト教以外の宗教を禁じたので、
多神教を容認するようなパンテオンは、禁じられている異端、との位置づけになり、当然その建物で宗教活動を行うことはできなくなり、人々は離れ、廃れていった。
16世紀以降の「偉人たち」と「偉人たちの墓廟」
人間中心主義的なルネサンスを経た16世紀には宗教的な意味から切り離され、神々ではなく偉人たちを祀る建造物のことをも意味するようになった。
ローマのパンテオンやパリのパンテオンが特に著名である。